# Rainbow Records

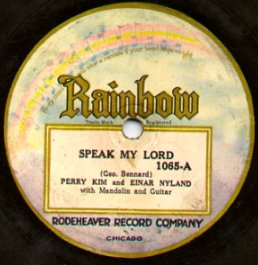
Um disco Rainbow

Rainbow Records foi uma gravadora sediada nos Estados Unidos 
nos anos 1920 que realizava gravações nos géneros Gospel, hinos e  Negro Spiritual.
O selo foi criado pela Rodeheaver Record Company com sede em Chicago, Illinois.
Os discos produzidos pela Rainbow Records eram no formato dupla face e o áudio, gravado de forma acústica, tinha uma fidelidade bem baixa para a época.